# Egercsehi
Egercsehi è un comune dell'Ungheria di 1.594 abitanti (dati 2001). È situato nella contea di Heves.